# Hampsonodes rhodopis
Hampsonodes rhodopis är en fjärilsart som beskrevs av Druce 1908. Hampsonodes rhodopis ingår i släktet Hampsonodes och familjen nattflyn. Inga underarter finns listade i Catalogue of Life.